# Cypripedium yunnanense
Cypripedium yunnanense là một loài thực vật có hoa trong họ Lan. Loài này được Franch. mô tả khoa học đầu tiên năm 1894.